# Ioan Holender
Ioan Holender (n. 18 iulie 1935, Timișoara, România) este un muzician, impresar artistic și director managerial austriac de operă, originar din România. Ioan Holender este cel mai longeviv director managerial al Operei de Stat din Viena (Wiener Staatsoper).

## Originea și studiile
Ioan Holender provine dintr-o familie de evrei din Timișoara. În anul 1943 a fost bătut în fața casei de un elev al Liceului Banatia, trecut sub administrarea Grupului Etnic German. Tatăl său a fost fabricant de marmeladă, dar în anul 1948 fabrica de marmeladă și oțet din Timișoara a fost naționalizată, tânărul Ioan Holender fiind nevoit să muncească un an de zile ca muncitor necalificat în intreprinderea de Transport Timișoara pentru a-și asigura existența.
În 1953 a reușit să fie admis la Politehnica din Timișoara unde a studiat la secția „material rulant". Pe când era în anul trei, în 1956, a ținut un discurs în timpul revoltei studenților din Timișoara (ca urmare a Revoluției anticomuniste din 1956 din Ungaria), fapt pentru care a fost exmatriculat.
În 1959 a părăsit Timișoara și s-a stabilit împreună cu tatăl său la Viena, unde mama sa locuia deja .
Imediat s-a înscris la Conservatorul de Stat din Viena unde a studiat muzica clasică între 1960 și 1962, după care a început să cânte ca bariton la teatrele de operă din Viena, Klagenfurt și Sankt Pölten (între 1962 și 1966). Din 1966 a devenit agent de impresariat artistic și manager muzical la Agenția de teatru „Starka", pe care a făcut-o faimoasă în lumea artistică și pe care a preluat-o după câtva timp, devenind „Agenția de impresariat artistic Holender".

## Carieră
În 1988 a devenit secretarul general al Operei din Viena și al Volksoper (Opera pentru popor), pentru ca în 1992, după moartea neașteptată a directorului Eberhard Waechter, să fie numit manager general al celor două instituții.
A fost director al Operei de Stat din Viena între 1 aprilie 1992 și 30 august 2010, fiind director al celebrei instituții pentru cea mai lungă perioadă din istoria operei vieneze.
În anii 2007 și 2009 a fost președinte și director artistic al Festivalului Internațional „George Enescu” de la București, ocazie cu care s-a perfectat contractul și pentru ediția 2011.

## Premii și decorații
- Officier de L‘Ordre des Arts et des Lettres, Franța (1999)
- Österreichisches Ehrenkreuz für Wissenschaft und Kunst 1. Klasse
- Goldenes Ehrenzeichen der Republik Österreich
- Clemens-Krauss-Medaille der Konzertvereinigung Wiener Staatsopernchor
- Franz-Schalk-Medaille in Gold der Wiener Philharmoniker
- Großes Goldenes Ehrenzeichen für Verdienste um die Republik Österreich (2002)
- Großes Goldene Ehrenzeichen (Commenda) der Italienischen Republik (2004)
- Membru de onoare al Academiei Române[15]
- Doctor honoris causa al Universității de muzică din Cluj[15]
- Medalia de onoare în aur a orașului Viena (2010)[12]
- Cetățean de onoare al orașului Timișoara[15]
- Doctor Honoris Causa al Universității din București[16]
- Doctor Honoris Causa al Universității de Vest din Timișoara[16]
- Doctor Honoris Causa al Academiei de Muzică din Sofia[16]
- Cetățean de onoare al orașului Cluj (1994)[16]
- Doctor Honoris Causa al Universității din Oradea

## Cărți
- Ioan Holender. Der Lebensweg des Wiener Staatsoperndirektors . Autobiografie, bearbeitet von Marie-Theres Arnbom. Wien, Böhlau, 2001, ISBN 3-205-99384-5
- Ich bin noch nicht fertig, Hanser Verlage, 2010, ISBN 978-3-552-05493-6
- De la Timișoara la Viena, Ed. Universal Dalsi, 2002
- Spuse, trăite, dorite. Amintiri, Editura Universitatii Alexandru-Ioan Cuza din Iasi, 2011 - recenzie
- Ioan Holender, Spuse, trăite, dorite. Amintiri, ediție îngrijită de Gabriel Kohn, postfață de Cornel Ungureanu, traducere de Ioana Rostoș, Editura Universității „Alexandru Ioan Cuza”, Iași, 2011, 288 p., ISBN 978-973-640-653-9